# Jan Bartczak
Jan Bartczak (ur. 14 maja 1900, zm. wiosną 1940 w Katyniu) – kapitan piechoty Wojska Polskiego, ofiara zbrodni katyńskiej.

## Życiorys
Syn Jana i Katarzyny z Aileńskich. Działacz POW, uczestnik wojny 1920 r. w szeregach 9 pułku strzelców wielkopolskich i 2 pułku strzelców pieszych.  
W okresie międzywojennym, w latach 1926–1934 w 31 pułku piechoty. Przeniesiony do Korpusu Ochrony Pogranicza i przydzielony do batalionu KOP „Kopyczyńce”. Na stopień kapitana został mianowany ze starszeństwem z 1 stycznia 1936 i 50. lokatą w korpusie oficerów piechoty. Od 1937 w 28 pułku piechoty w Łodzi na stanowisku komendanta miejskiego PW Łódź III. W marcu 1939 był oficerem mobilizacyjnym pułku. 
Budowniczy pierwszego stadionu sportowego w Zegrzu i strzelnic szkolnych.

W czasie kampanii wrześniowej 1939, po agresji ZSRR na Polskę, w nieznanych okolicznościach dostał się do niewoli sowieckiej. Przebywał w obozie jenieckim w Kozielsku. Wiosną 1940 został zamordowany przez funkcjonariuszy NKWD w Katyniu i tam pogrzebany w bezimiennej mogile zbiorowej, gdzie od 28 lipca 2000 mieści się oficjalnie Polski Cmentarz Wojenny w Katyniu. Figuruje na liście wywózkowej z 2 kwietnia 1940. 
5 października 2007 minister obrony narodowej Aleksander Szczygło mianował go pośmiertnie na stopień majora. Awans został ogłoszony 9 listopada 2007 w Warszawie, w trakcie uroczystości „Katyń Pamiętamy – Uczcijmy Pamięć Bohaterów”.

## Ordery i odznaczenia
- Krzyż Walecznych[4]
- Medal Niepodległości[4]
- Srebrny Krzyż Zasługi[4][1]